# Милан Ружић
Милан Ружић (Ријека, 25. јул 1955 — Ријека, 26. јануар 2014) био је југословенски фудбалер.

## Биографија
Почео је да игра фудбал у подмлатку НК Краљевице, а онда је наставио у млађим категоријама Ријеке. За први тим Ријеке, играо је од 1976. до 1983. године. Одиграo је 430 утакмицa за тим са Кантриде и постигао 31 погодак.
Био је један од кључних играча Ријеке крајем 1970-тих година када су освојени први трофеји у историји клуба — два Купа маршала Тита 1978. и 1979. године.
Интернационалну каријеру је провео у Белгији наступајући за Беринген (1983-84), Гент (1984-88) и Харелбеке (1988-89).
За А репрезентацију Југославије одиграо је две утакмице. Дебитовао је у 30. марта 1983. против Румуније (2:0) у Темишвару, а играо је још и 7. јуна 1983. против Западне Немачке у Луксембургу (резултат 2:4).
Преминуо је након дуге и тешке болести 26. јануара 2014. године у Ријеци.

## Успеси
- Ријека
  - Куп Југославије: 1978, 1979.